# Kraljeva hči
Kraljeva hči (COBISS) je roman Igorja Škamperleta; izšel je leta 1997 pri Založbi Devin. 

## Vsebina
Tržaški univerzitetni profesor zgodovine Ernest Fabian na skrivnostno povabilo odpotuje v Prago. Na vlaku se zaljubi v sopotnico Katko Živan, ki živi med Ljubljano in Prago, in se z njo zaplete v razmerje. V Pragi ga mojster Karl Belehar snubi v prostozidarsko ložo, kjer naj bi pri projektu nove evropske ureditve zastopal slovanske in slovenske interese. Tik pred seanso lože pa Katkin mož Mathias Breital, ki je prav tako pomemben član združbe, odkrije njun ljubezenski odnos, zato se ljubimca umakneta v gorsko samoto, a tam ne zdržita. Ernest odide na seanso, Katka pa odpotuje v Ljubljano. S pomočjo skrivnostnega antikvarja Karla Mardoheja Zalmana v samostanski knjižnici zaloti prostozidarje pri simbolični igri s kartami, ko pod vodstvom Nemcev in njihovih interesov odločajo o usodi dežel. Pokvari igro in odide - odloči se za privatnost, za ljubezen s Katko.
Vzporedno pa poteka paralelna zgodovinska pripoved o cesarjevem alkimistu Mihaelu Meierju, s katerim se identificira Ernest do te mere, da čuti celo njegove rane. Mihael Meier leta 1592 z Andrejem Vokom Rožnberkom išče živosrebrno rudo po čeških gorah. Speča se s kmečko vdovo Jerino, doživi razcvet kresne noči, potem pa njo zažgejo kot čarovnico, on pa pobegne nazaj na dvor. Cesar Rudolf II. leta 1599 potrdi versko svobodo, a jo mora že leta 1609 preklicati, tri leta za tem pa duševno bolan umre. Nasledi ga Matija Habsburški, ki pa nima več posluha za alkimijo. S porazom Čehov pri Beli Gori 8. novembra 1620 pa se začne 30-letna vojna.